# Marquesado de Loureda
El marquesado de Loureda es un título nobiliario español concedido por el rey Amadeo I de Saboya el 8 de julio de 1872 y por real despacho por el rey Alfonso XII de España el 11 de junio de 1875, a favor de Enrique Fernández Alsina, comendador de la Orden de Carlos III y vicepresidente del Congreso de los Diputados.
La denominación del título se refiere al pazo de Loureda en la provincia de La Coruña.

## Marqueses de Loureda
|                          | Titular                         | Periodo                  |
| Creación por Alfonso XII | Creación por Alfonso XII        | Creación por Alfonso XII |
| ------------------------ | ------------------------------- | ------------------------ |
| I                        | Enrique Fernández Alsina        | 1875-1915                |
| II                       | Enrique Fernández Herce         | 1857-1937                |
| III                      | Elvira Fernández Herce          | 1937/1953-¿?             |
| IV                       | José María Marchesi y Fernández | 1957-2000                |
| V                        | Beatriz Marchesi de Albí        | 2002-actual titular      |

## Historia de los marqueses de Loureda
- Enrique Fernández Alsina (1837-La Coruña, 4 de marzo de 1915), I marqués de Loureda.[1]

Contrajo matrimonio con Elvira Herce y Coumes Gay. El 6 de mayo de 1916, sucedió su hijo:
- Enrique Fernández Herce (m. La Coruña, 18 de junio de 1937), II marqués de Loureda.[1]

En 1953, sucedió su hermana:
- Elvira Fernández Herce, III marquesa de Loureda.[1]

En 6 de diciembre de 1957, sucedió su sobrino, hijo de su hermana María del Pilar, casada en 1901 con José Francisco Marchesi.
- José María Marchesi y Fernández (La Coruña, 25 de junio de 1902-La Coruña, 22 de diciembre de 2000), IV marqués de Loureda[1][4] y gran cruz de la Orden de Isabel la Católica.[5]

Casó con María Antonieta de Albí. En 29 de abril de 2002, sucedió su hija:
- Beatriz Marchesi de Albí, V marquesa de Loureda.[1]